# Copa Libertadores der Frauen

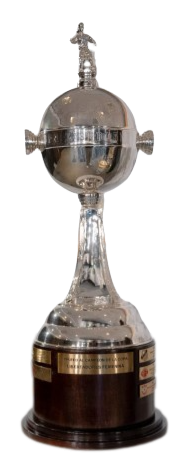
Die Trophäe der Copa Libertadores de América Femenina.

Die Copa Libertadores der Frauen (spanisch Copa Libertadores de América Femenina) ist ein Wettbewerb für südamerikanische Fußball-Vereinsmannschaften der Frauen. Das im Jahre 2009 erstmals ausgespielte Turnier wird vom Kontinentalfußballverband CONMEBOL organisiert. Es handelt sich um den einzigen internationalen Frauenfußballpokal Südamerikas und den nach der UEFA Women’s Champions League erst zweiten kontinentalen Fußballwettbewerb für Frauen weltweit. Spielzeitraum sind stets etwa zehn bis 15 Tage im Oktober oder November. Ab 2025 qualifiziert sich der Turniersieger für den neu geschaffenen FIFA Women’s Champions Cup.

## Geschichte
Die Idee für eine Frauenvariante der Copa Libertadores kam im März 2009 auf und wurde vom Exekutivkomitee der CONMEBOL am 3. Juli gleichen Jahres bestätigt. Man beschloss, die erste Ausgabe zwischen dem 3. und 18. Oktober in Brasilien auszurichten. Co-Organisatoren dabei waren die Federação Paulista de Futebol, die Confederação Brasileira de Futebol sowie mit dem Santos FC Südamerikas damals professionellster und am weitesten entwickelter Frauenfußballverein – der spätere Titelträger.
Seither sollte der Wettbewerb allein durch die CONMEBOL organisiert eigentlich immer im Land des Vorjahressiegers stattfinden, bis 2012 also weiterhin in Brasilien. Durch den Sieg des CSD Colo-Colo im Dezember 2012 war somit ursprünglich Chile als Gastgeber des Turniers 2013 vorgesehen, tatsächlich spielte man jedoch abermals in Brasilien. Die Austragung 2015 schließlich wurde erstmals ausgeschrieben. Inspiriert durch die Finalteilnahme des CD Formas Íntimas im Jahr 2013 – der zudem der einzige Verein ist, der bei allen sechs bisherigen Ausspielungen der Copa Libertadores Femenina antrat – reichte die kolumbianische Stadt Medellín im August 2014 ihre Bewerbung ein. Zudem bekundeten auch Städte in Brasilien, Paraguay und Chile Interesse. Ende Oktober 2014 erhielt Medellín den Zuschlag durch die CONMEBOL.

## Modus
Die zehn Nationalverbände der CONMEBOL haben das Recht, zumeist je einen Vertreter zum Wettbewerb zu entsenden. In der Regel handelt es sich dabei um den jeweiligen Meister der entsprechenden nationalen Liga. Darüber hinaus nehmen der Titelverteidiger und noch eine zusätzliche Mannschaft aus dem Gastgeberland teil. Die Teilnehmer werden in drei Gruppen zu je vier Teams aufgeteilt, die anschließend in einem Jeder-gegen-jeden-Turnier antreten. Für das Halbfinale qualifizieren sich die jeweiligen Gruppensieger sowie der beste Zweitplatzierte. Bei Punktgleichheit in der Gruppenphase ist die Tordifferenz für das Weiterkommen maßgebend, dann die Anzahl der erzielten Tore und schließlich das Ergebnis der betreffenden Mannschaften in ihrem Spiel gegeneinander. Sollte danach immer noch Ausgeglichenheit bestehen, obliegt es den Organisatoren zu entscheiden, wie weiter zu verfahren ist. Sind zwei Teams nach einem Aufeinandertreffen am letzten Gruppenspieltag punktgleich, bringt ein dem Spiel angehängtes Elfmeterschießen die Entscheidung.
Falls zwei Teams eines Verbandes ins Halbfinale einziehen, müssen sie zwingend gegeneinander spielen, um im Finale Internationalität zu garantieren. In der Finalrunde wird ohne Verlängerung gespielt, einem Unentschieden nach 90 Minuten folgte somit sofort ein Elfmeterschießen. Im Spiel um Platz drei treffen die Verlierer der beiden Halbfinals aufeinander. Sämtliche Partien des Turniers wurden – anders als bei der Herren-Ausgabe – ohne Rückspiele ausgetragen.
Preis- und Teilnahmegelder werden nicht direkt an die Vereine, sondern an deren Verbände ausgeschüttet, denen die Verteilung obliegt. Jeder Mitgliedsverband erhält von der CONMEBOL 5.000 US-Dollar für die Teilnahme eines Teams; zusätzlich werden weitere 5.000 für den vierten Platz, 10.000 für den dritten, 15.000 für den zweiten Rang und 20.000 US-Dollar für den Sieg vergeben.

## Die Turniere im Überblick
| Jahr | Endrunde                                            | TN | Sieger                | Ergebnis             | Finalist                         |
| ---- | --------------------------------------------------- | -- | --------------------- | -------------------- | -------------------------------- |
| 2009 | Brasilien (Guarujá, São Paulo, Santos)              | 10 | FC Santos             | 9 : 0                | Universidad Autónoma de Asunción |
| 2010 | Brasilien (Barueri)                                 | 10 | FC Santos             | 1 : 0                | Everton de Viña del Mar          |
| 2011 | Brasilien (São José dos Campos)                     | 12 | São José EC           | 1 : 0                | CSD Colo-Colo                    |
| 2012 | Brasilien (Recife, Caruaru, Vitória de Santo Antão) | 12 | CSD Colo-Colo         | 0 : 0, (4 : 2 i. E.) | Foz Cataratas FC                 |
| 2013 | Brasilien (Foz do Iguaçu)                           | 12 | São José EC           | 3 : 1                | CD Formas Íntimas                |
| 2014 | Brasilien (São José dos Campos)                     | 12 | São José EC           | 5 : 1                | FC Caracas                       |
| 2015 | Kolumbien (Medellín, Girardota, Envigado)           | 12 | Ferroviária           | 3 : 1                | CSD Colo-Colo                    |
| 2016 | Uruguay (Montevideo, Colonia del Sacramento)        | 12 | Sportivo Limpeño      | 2 : 1                | Estudiantes de Guárico FC        |
| 2017 | Paraguay (Asunción, Luque)                          | 12 | GO Audax              | 0 : 0, (5 : 4 i. E.) | CSD Colo-Colo                    |
| 2018 | Brasilien (Manaus)                                  | 12 | Atlético Huila        | 1 : 1, (5 : 3 i. E.) | FC Santos                        |
| 2019 | Ecuador (Quito)                                     | 16 | Corinthians São Paulo | 2 : 0                | Ferroviária                      |
| 2020 | Argentinien (Buenos Aires, Morón)                   | 16 | Ferroviária           | 2 : 1                | América de Cali                  |
| 2021 | Paraguay/Uruguay (Asunción, Montevideo)             | 16 | Corinthians São Paulo | 2 : 0                | Independiente Santa Fe           |
| 2022 | Ecuador (Quito)                                     | 16 | Palmeiras São Paulo   | 4 : 1                | Boca Juniors                     |
| 2023 | Kolumbien (Cali)                                    | 16 | Corinthians São Paulo | 1 : 0                | Palmeiras São Paulo              |
| 2024 | Paraguay (Asunción, Luque, Ypané)                   | 16 | Corinthians São Paulo | 2 : 0                | Independiente Santa Fe           |
| 2025 | Argentinien                                         | 16 |                       |                      |                                  |

## Statistik
| Rang | Klub                                                     | Titel | FT |
| ---- | -------------------------------------------------------- | ----- | -- |
| 1    | Corinthians São Paulo (2017 in Kooperation mit GO Audax) | 5     | 5  |
| 2    | São José EC                                              | 3     | 3  |
| 3    | Ferroviária                                              | 2     | 3  |
| 4    | FC Santos                                                | 2     | 2  |
| 5    | CSD Colo-Colo                                            | 1     | 4  |
| 6    | Palmeiras São Paulo                                      | 1     | 2  |
| 7    | Sportivo Limpeño                                         | 1     | 1  |
|      | GO Audax (in Kooperation mit Corinthians São Paulo)      | 1     | 1  |
|      | Atlético Huila                                           | 1     | 1  |
| 10   | Independiente Santa Fe                                   |       | 2  |
| 11   | Universidad Autónoma de Asunción                         |       | 1  |
|      | Everton de Viña del Mar                                  |       | 1  |
|      | Foz Cataratas FC                                         |       | 1  |
|      | CD Formas Íntimas                                        |       | 1  |
|      | FC Caracas                                               |       | 1  |
|      | Estudiantes de Guárico FC                                |       | 1  |
|      | América de Cali                                          |       | 1  |
|      | Boca Juniors                                             |       | 1  |

| Rang | Nation      | Titel | FT |
| ---- | ----------- | ----- | -- |
| 1    | Brasilien   | 13    | 15 |
| 2    | Chile       | 1     | 5  |
|      | Kolumbien   | 1     | 5  |
| 4    | Paraguay    | 1     | 2  |
| 5    | Venezuela   |       | 2  |
| 6    | Argentinien |       | 1  |

## Torschützenköniginnen
| Saison                                        | Spielerin             | Klub                             | Tore |
| --------------------------------------------- | --------------------- | -------------------------------- | ---- |
| 2009                                          | Cristiane             | Santos FC                        | 14   |
| 2010                                          | Noelia Cuevas         | Universidad Autónoma de Asunción | 8    |
| 2011                                          | Ysaura Viso Garrido   | Caracas FC                       | 9    |
| 2012                                          | Cristiane             | São José EC                      | 7    |
| 2013                                          | Maitte Zamorano       | Mundo Futuro FC                  | 7    |
| 2014                                          | Andressa Alves        | São José EC                      | 6    |
| 2014                                          | Ysaura Viso Garrido   | Caracas FC                       | 6    |
| 2014                                          | Diana Ospina          | CD Formas Íntimas                | 6    |
| 2015                                          | Catalina Usme         | CD Formas Íntimas                | 8    |
| 2016                                          | Oriana Altuve         | Colón FC                         | 4    |
| 2016                                          | Manuela González      | Generaciones Palmiranas          | 4    |
| 2017                                          | Amanda Brunner        | GO Audax                         | 4    |
| 2017                                          | Oriana Altuve         | Independiente Santa Fe           | 4    |
| 2017                                          | Catalina Usme         | Independiente Santa Fe           | 4    |
| 2017                                          | Carolina Birizamberri | River Plate                      | 4    |
| 2017                                          | Gloria Villamayor     | CSD Colo-Colo                    | 4    |
| 2017                                          | Maitte Zamorano       | Deportivo ITA                    | 4    |
| 2018                                          | Brena                 | FC Santos                        | 4    |
| 2019                                          | Nathane Cadorini      | Ferroviária                      | 9    |
| 2020                                          | Gabi Nunes            | Corinthians São Paulo            | 7    |
| 2020                                          | Grazielle             | Corinthians São Paulo            | 7    |
| 2020                                          | Victória Albuquerque  | Corinthians São Paulo            | 7    |
| 2021                                          | Tatiana Ariza         | Deportivo Cali                   | 4    |
| 2021                                          | Linda Caicedo         | Deportivo Cali                   | 4    |
| 2021                                          | Jheniffer             | Corinthians São Paulo            | 4    |
| 2021                                          | Esperanza Pizarro     | Nacional Montevideo              | 4    |
| 2021                                          | Victória Albuquerque  | Corinthians São Paulo            | 4    |
| 2022                                          | Rebeca Fernández      | Universidad de Chile             | 5    |
| 2023                                          | Priscila Flor         | Internacional Porto Alegre       | 8    |
| 2024                                          | Gabi Zanotti          | Corinthians São Paulo            | 5    |
| Jeweiliger Sieger des Wettbewerbs Rekordmarke |                       |                                  |      |

## Logohistorie
Wie bereits seit 1998 beim männlichen Pendant regelmäßig ist der Name eines kommerziellen Sponsors in einigen Jahren auch Bestandteil der offiziellen Turnierbezeichnung der Copa Libertadores Femenina. Bisher war dies die spanische Universalbank Banco Santander. Das Bildlogo hingegen wurde mehrmals verändert.
| Logo 2009 | Logo 2011 | Logo 2012 |
|           |           |           |